# Ormåsen
Ormåsen is een plaats in de Noorse gemeente Øvre Eiker, provincie Buskerud. Ormåsen telt 864 inwoners (2007) en heeft een oppervlakte van 0,39 km².